# Vladimír Raffel
Vladimír Raffel (30. srpna 1898 Votice — 10. února 1967 Dolní Žleb) byl spisovatel a psychiatr, jeden z průkopníků žánru science fiction v české literatuře. Publikoval také pod pseudonymem Karel Nešeda.

## Život
Studoval medicínu v Praze a Montpellieru. Působil jako literární kritik, politický komentátor a překladatel z francouzštiny, přispíval do Června, Hosta a Rudého práva. Vydal povídkové sbírky Elektrické povídky (1927), Taneční povídky, Tělové povídky, Pathetické povídky (všechny 1928) a Prapovídky (1930) a psychologický román Obchodník sympatiemi (1929). Jeho tvorba byla ovlivněna poetismem a expresionismem, prolíná se v ní okouzlení možnostmi moderní techniky se skeptickým a ironickým pozorováním lidských povah, častý je motiv zneužití převratného vynálezu. Počátkem třicátých let ukončil literární činnost z důvodu velkého pracovního vytížení; pracoval v pražském Zemském ústavu pro choromyslné, po válce vedl psychiatrické léčebny ve Šternberku a Opavě.